# Campus de la Chantrerie
Le campus de la Chantrerie un campus de Nantes (Loire-Atlantique), en France.

## Situation
Le campus de la Chantrerie est situé au Nord-Est de la ville de Nantes, dans le quartier Nantes Erdre au sein d'un pôle technologique. Le campus s'inscrit dans le technopôle Atlanpole depuis 1995, il jouxte le parc de la Chantrerie et la villa de la Chantrerie. Le site est situé proche du périphérique de Nantes et de l'autoroute A11 et est desservi par le chronobus C6.

## Écoles
Plusieurs établissements d'enseignement supérieur, dont certains sont rattachés à l'Université de Nantes, se sont installé au successivement dès la fin des années 1970 :
- l'École nationale vétérinaire de Nantes (ENVN) créée en 1979, qui a ensuite fusionné avec l'ENITIAA pour former Oniris en 2010;
- le Campus CESI de Nantes créé en 1969 et composé de ses trois écoles: CESI Ecole Supérieure de l'Alternance, CESI Ecole de Formation des Managers, et CESI Ecole d'Ingénieurs ;
- l'IRESTE en 1987 et l'ISITEM en 1988, regroupées au sein de l'École polytechnique de l'université de Nantes en 2000 ;
- l'École supérieure du bois en 1993 ;
- l'École nationale supérieure des mines de Nantes en 1995, qui a ensuite fusionné avec Télécom Bretagne pour former IMT Atlantique en 2017 ;
- l'École de design Nantes Atlantique en 1997 ;
- l'ESILV Nantes.

Le site nantais de l'Institut catholique d'arts et métiers (ICAM) y est parfois rattaché bien qu'il soit assez éloigné des autres établissements.

## Aménagements
On retrouve plusieurs équipements sportifs :  
- terrain de football et de rugby à XV en pelouse synthétique sur le site d'Oniris,
- gymnases sur les sites de Polytech et de l'école des mines,
- courts de tennis sur le site de l'école des mines.